# Bajauana pallidula
Bajauana pallidula är en insektsart som först beskrevs av Frederick Arthur Godfrey Muir 1913.  Bajauana pallidula ingår i släktet Bajauana och familjen kilstritar. Inga underarter finns listade i Catalogue of Life.